# Румянцевит
Румянцеви́т, ранее румянцови́т (от рус. Румянцев, фамилия) — минерал из группы гранатов, слабо-прозрачная разновидность гроссуляра (гессонита) бурого, буро-красноватого до коричнево-розового цвета, получившая название в честь Николая Румянцева, министра иностранных дел и государственного канцлера Российской империи.
Новый минерал был обнаружен в 1810-х годах на острове Паргас в Финляндии и описан финско-шведским минералогом, химиком и горным инженером Нильсом Норденшёльдом. В 1818 году он прочитал в Академии наук доклад о найденной на островах неподалёку от Турку новой разновидности бурого колофонита. Спустя два года, в 1820 году доклад был опубликован и, таким образом, приобрёл официальную силу.

## Название
По цвету и качеству румянцовит представляет собой типичный гроссуляр-гессонит низкого качества. Образуя почти непрозрачные небольшие кристаллы красно-бурого цвета, он не заслуживал бы отдельного названия. Однако молодой (двадцати пяти лет от роду) шведский минералог Норденшёльд решил иначе, принимая во внимание, что прежде на финских островах не обнаруживали ничего похожего. Определив новый минерал как новую региональную разновидность венисы, он описал финские красновато-бурые кристаллы как ранее неизвестный образец коричневого колофонита (гессонита) и назвал минерал румянцовитом в честь Николая Румянцева, тогдашнего государственного канцлера Российской империи, известного вельможи, мецената, обладателя множества должностей и титулов, почётного члена Императорской Российской академии, а также основателя Румянцевского музея (включающего, между прочим, минералогическую коллекцию).
Нередко можно встретить два варианта в написании и произнесении этого слова. Переменная гласная в названии минерала (бывшее — румянцови́т и современное — румянцеви́т) связана с изменением официальной версии первоисточника. Если в XVIII — XIX вв. фамилию Румянцов писали через «о», то в настоящее время пишут через «е», что как следствие и привело к двум версиям в написании термина.:107

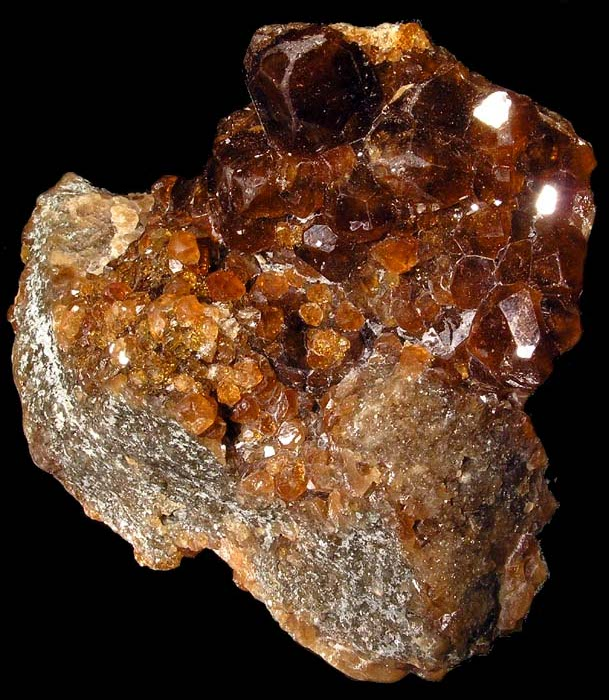
Уральский гроссуляр,
похожий на румянцовит

В некоторых источниках можно встретить утверждение, будто румянцовит был назван в честь русского полководца и военного теоретика, генерала-фельдмаршала Петра Румянцева, отца Николая Румянцева,:107 однако это не соответствует фактическому положению дел. Нильс Норденшёльд (или Норденскельд)  отличался склонностью к  почитанию людей богатых и влиятельных, которым он преподносил минералы от себя лично и от лица учёного мира. В 1834 году Норденшёльд описал драгоценный камень александрит и назвал его в честь наследника престола, а в 1856 году — демидовит (малая региональная разновидность, не более чем тонкая корка на поверхности хризоколлы). На сегодняшний день можно констатировать, что из всех трёх перечисленных минералов  в научной, ювелирной и разговорной практике удержался только один: александрит.
Николай Румянцев был министром коммерции, иностранных дел. В течение последних 17 лет жизни (с 1809 года) он занимал  пост канцлера Российской империи, сначала при Александре I, а последние два года — при его брате, покинув государственную службу только в 1826 году.  Общество поэтов, литераторов и учёных старалось восхвалять достижения и благодеяния Румянцева. В его честь писались возвышенные хвалебные оды, ему посвящали научные труды и литературные опусы. Имя канцлера присваивали различным открытиям. Среди всего этого появился ещё и минерал «румянцевит». Петр Румянцев был удостоен также звания почётного академика Петербургской академии и профессора многих университетов.:220
Подаренный ему образец румянцевита с финского острова Паргас, массивный восьмисантиметровый зернистый агрегат кристаллов в кварце сохранился в минералогической коллекции графа Н. П. Румянцева, ныне находящейся в фондах геологического музея им. В. И. Вернадского.:220
На укоренившуюся традицию  российских «минералогов скрещивать вновь открытые минералы с именами разных великих людей и  знатных персон» откликнулся Дмитрий Мамин-Сибиряк:

Есть волхонскоит, демидовит, разумовскит, румянцевит, строгановит, уваровит, — словом, целая и характерная коллекция придуманных рабьими умами названий, чтобы угодить сильному человеку, подольститься к вельможе и просто вильнуть хвостом за хороший обед, случайную подачку или доставленный лакомому учёному какой-нибудь приятный «случай». Это лакейство не к лицу серьёзной науке, а, ведь, минералогия — наука.— Дмитрий Мамин-Сибиряк, «На перевале», 1886
Согласно первоначальной версии описания, опубликованного Нильсом Норденшёльдом, румянцовит представлял собой найденную на финском острове Паргас разновидность коричневого колофонита, одного из видов венисы. Название этого минерала означает «канифольный» (от греч. kolophonia, канифоль) и относится к специфическому цвету камней. Ныне термин колофонит считается устаревшим и почти вышел из употребления.
Самым известным местом нахождения колофонита на тот момент были железорудные шахты норвежского острова Тромё, расположенного на юге страны (в Северном море), неподалёку от Арендала. Прежде всего, по этой причине близкий по цвету красновато-бурый минерал, найденный также на острове и также к югу от Скандинавии, был отнесён шведским минералогом к разновидностям колофонита. Как следствие, долгое время румянцевит считался одной из разновидностей андрадита.:440 Однако проведённый в середине XX века химический анализ румянцевита позволил установить, что он относится не к андрадитам (как большинство региональных колофонитов), а входит в семейство гранатов-гроссуляров, представляя собой одну из условных разновидностей гессонита.
Термин гессонит имеет не научное, а торговое происхождение и означает «слабый, плохонький». Так ювелиры и негоцианты долгое время называли значительно более дешёвые красно-коричневые гранаты, схожие по виду с цирконами (гиацинтами), за их более скромную игру, хрупкость и меньшую твёрдость.:338 В свою очередь, румянцевит представлял собой гессониты ещё худшего качества, почти непрозрачные и более грязного цвета.
Название основного материнского минерала «гроссуляр» произведено от латинского имени крыжовника — grossularium — поскольку некоторые разности описываемого минерала имели характерный вид и светло-зелёный цвет, напоминающий ягоды крыжовника.

## Свойства

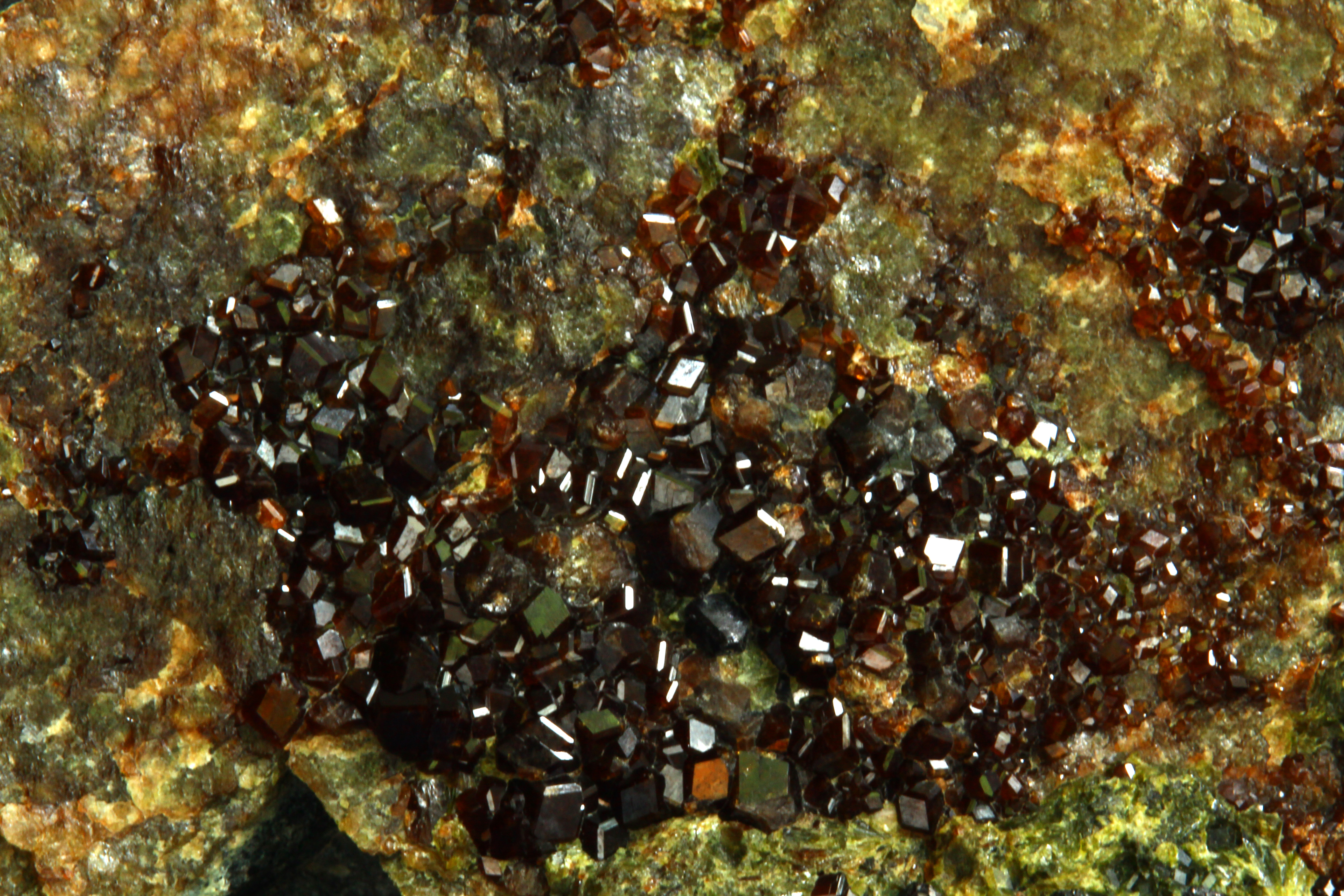
Кавказские гессониты похожего цвета

Сведения о собственных свойствах минерала довольно скудные, поскольку он представляет собой разновидность более известных гранатитов, и в целом его показатели находятся в пределах тех же значений. В первую очередь, румянцевит имеет качества близкие или совпадающие с таковыми же у гессонита. По химическому составу он представляет собой комплексный силикат кальция и алюминия с примесью трёхвалентного железа Fe3+, придающего минералу узнаваемый красно-коричневый оттенок (тона ржавчины).:55 В зависимости от количества и состава примесей, встречаются разности со стеклянным или жирным блеском. Однако непрозрачность или слабая прозрачность минерала заведомо уменьшает его блеск и делает тусклым.
Цвет минерала бурый или красновато-бурый. В случае тёмных разностей — может сгущаться до почти чёрного,:440 а в сторону осветления, что случается значительно реже — до бежевого или коричнево-персикового тона. Так же, как и гессонит, румянцевит образует кристаллы ромбододекаэдрической и тетрагонтриоктаэдрической формы, как правило, с присутствием сильно штрихованных граней. Спайность у кристаллов отсутствует или весьма несовершенная, они очень хрупкие, излом неровный или раковистый, симметрия гексаоктаэдрическая, сингония кубическая. В большинстве образцов минерал содержит массу примесей и мелких инородных включений, в том числе, циркон, апатит.

## Происхождение (генезис)
Так же, как и большинство гроссуляров, румянцевит имеет метаморфическое происхождение. Он характерен для термически и регионально изменённых известковистых пород. Образуется при метаморфическом изменении пород, богатых кальцием, к примеру, в зонах контакта с магматическими пластами.:57 В природе встречается в виде сращений мелких, но хорошо сформированных кристаллов разных форм и размеров, часто в соседстве с материнскими породами: диопсидом, везувианом, доломитами и хлоритами.

## Месторождения
Первоначально румянцевиты были найдены и описаны на острове Паргас (швед. Pargas), находящемся в Архипелаговом море, в области Варсинайс-Суоми, в непосредственной близости от города Турку и Каарина. Позднее похожие образцы обнаружились также на более крупном острове Кимито.

## Оценка

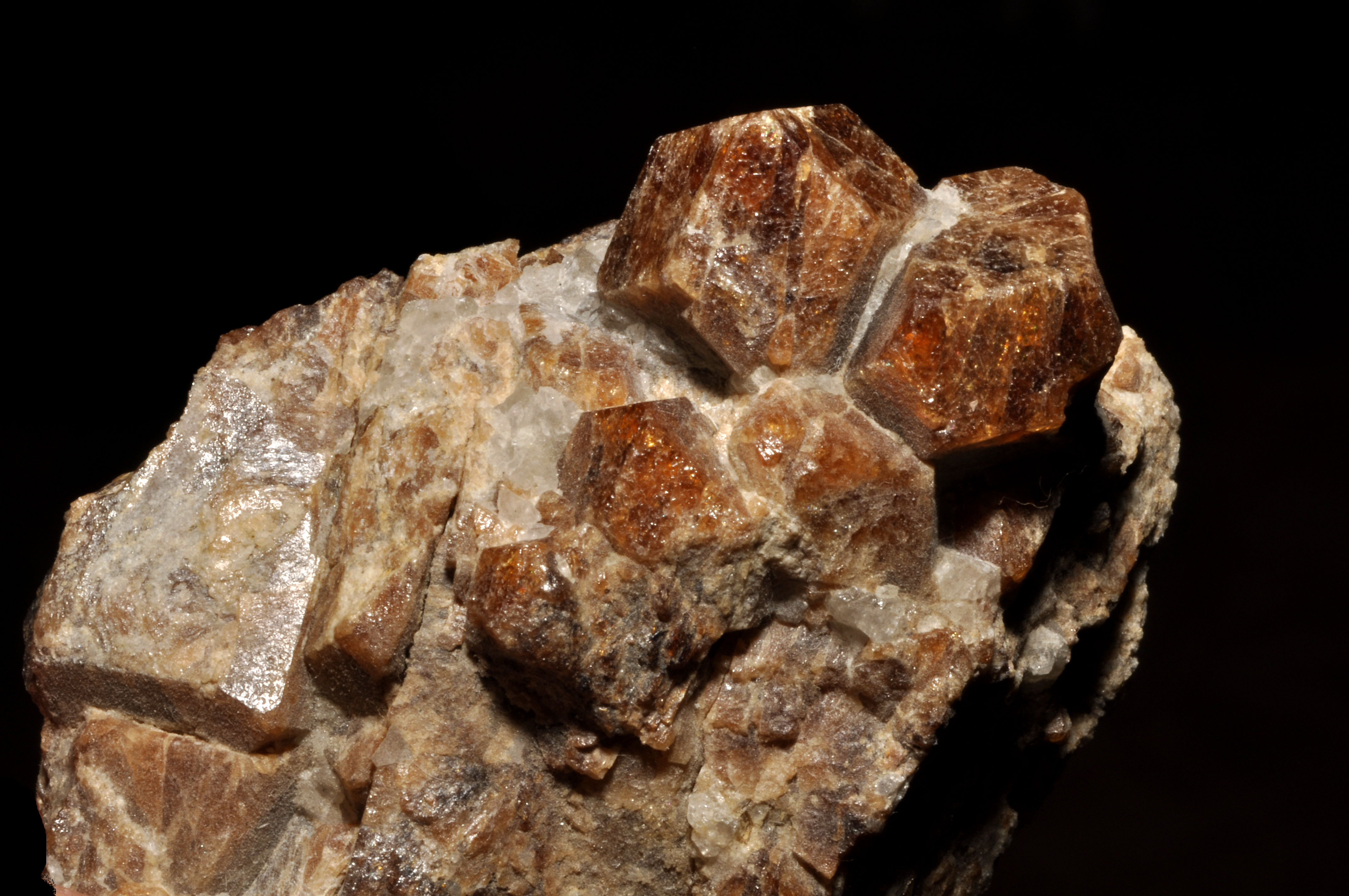
Более крупные гроссуляры из Лангедока,
похожие на румянцовит

В ювелирных изделиях можно встретить гроссуляры различного качества, как правило, все они относятся к категории полудрагоценных или поделочных камней. При определении качества обработанного минерала учитываются следующие особенности: прозрачность, блеск, качество и однородность цвета. Дефекты, свойственные обработанным минералам: тусклость, волокнистость, трещины и полости, чёрные пятна.
Не отличаясь выдающимися свойствами и не образуя крупных чистых кристаллов, румянцовит представлял собой ещё более низкокачественную разновидность гессонита, одного из самых массовых и дешёвых гранатов. Минерал не производил внешнего впечатления, он был непрозрачным, просвечивал только по краям или в тонких сколах, цвет имел бурый, буро-красноватый до коричнево-розового. С самого начала употребление его было крайне ограниченным: коллекционное или в качестве поделочного камня, причём, последнее — очень редко. Названный в честь государственного канцлера России Н. П. Румянцева и не получив сколько-нибудь заметного применения, румянцовит просуществовал в качестве отдельной «персонально» окрашенной разновидности колофонита (или гессонита) около 150 лет, пока окончательно не превратился в артефакт или казус из истории русской минералогии XIX века. В геологическом музее им. В. И. Вернадского хранится образец румянцовита, массивный зернистый агрегат с кварцем (МН-15184) размером 8x8x3 из коллекции графа Румянцева.:220
Современные минералогические справочники и словари более не рассматривают румянцевит в качестве самостоятельной разновидности гроссуляра или, тем более, граната,:338 считая её не более чем формой гессонита или историческим казусом. В большинстве профессиональных изданий румянцевит не упоминается вовсе,:98,301 а сведения о нём следует искать в разделах о гроссуляре или гессоните с поправкой на большое количество примесей, включений и низкое качество.